# Skierki (województwo mazowieckie)
Skierki – wieś w Polsce, w województwie mazowieckim, w powiecie przasnyskim, w gminie Czernice Borowe.
Wieś wchodzi w skład sołectwa Turowo.
Do 2023 miejscowość była przysiółkiem wsi Turowo.
W latach 1975–1998 przysiółek położony był w województwie ciechanowskim.